# Лаодіка III
Лаодика III (дав.-гр. Λαοδίκη, лат. Laodíkē) — донька понтійського царя Мітрідата II і цариці Лаодіки.

## Біографія
Приблизно в 222 до н. е. Антіох III Великий посів трон імперії Селевкідів. Лаодіка III вийшла заміж за нього заміж, він був її родичем. Після одруження чоловік поїхав до Антіохії, де проголосив її царицею. Тоді він почав готуватися до війни проти медійського стратега Молона, який претендував на трон у 222-220 до н. е.
Під час цієї подорожі Лаодіка III народила Антіоху ІІІ  сина. З часом в імператорській родині народилося шість дітей.  
- Антіох (пом. 193 до н. е.), співправитель з 210 до н. е. до своєї смерті; зі своєю сестрою і дружиною Лаодікою IV мав дочку:
  - Ніса, майбутня дружина Фарнака I, царя Понту
- Селевк IV Філопатор, майбутній цар держави Селевкідів
- Лаодика IV (пом. 170? до н. е.), тричі вийшла заміж за своїх братів, спочатку за Антіоха, потім за Селевка IV і нарешті, за Антіоха IV
- Антіох IV Епіфан Никифор, майбутній цар держави Селевкідів
- Ардіс
- Антіохія, майбутня друга дружина Аріарата IV Євсевея, царя Каппадокії
- Клеопатра I (пом. 177 до н. е.), майбутня дружина Птолемея V Епіфана, царя Єгипту
- Полібій, Історії, том. Я (о. V, гл. 43), пер., ред. і вступ С. Хаммера, Ossolineum & Wydawnictwo PAN, Вроцлав 1957.